# Themone pais
Themone pais is een vlindersoort uit de familie van de prachtvlinders (Riodinidae), onderfamilie Riodininae.
Themone pais werd in 1820 beschreven door Hübner.